# Ton de Ridder
Antonie „Ton“ de Ridder (* Juli 1956 in den Niederlanden) ist einer der international renommiertesten und erfolgreichsten Dressurausbilder.
Mit 19 zog de Ridder nach Deutschland und arbeitete als Bereiter bei Paul Stecken in Münster. Später arbeitete er einige Jahre als Trainer bei Udo Lange. Inzwischen lebt er in Aachen.

## Trainererfolge
Bei den Olympischen Spielen 2000 in Sydney gewann seine Ehefrau Alexandra Simons-de Ridder Mannschaftsgold. De Ridder war Nationaltrainer der niederländischen Junioren und Jungen Reiter, mit denen er bei den Europameisterschaften 2003 sehr gute Ergebnisse erzielen konnte. Die Spanierin Beatriz Ferrer-Salat wurde Dritte bei den Olympischen Spielen 2004 in Athen und wird seit 2010 von de Ridder trainiert. Tochter Jill de Ridder gewann bei den Europameisterschaften der Junioren 2007 eine Einzelgoldmedaille. 2008 konnte sein japanischer Schüler Hiroshi Hoketsu sich, mit 67 Jahren als ältester Teilnehmer, für die Olympischen Spiele 2008 in Hongkong qualifizieren, wo er eine gute Vorstellung ablieferte.
Bei den Stuttgart German Masters 2009 wurde er gemeinsam mit Jürgen Koschel und Klaus Balkenhol als Trainer geehrt.

## Privates
Er ist mit der Dressurreiterin Alexandra Simons-de Ridder verheiratet, mit der er zwei Töchter hat. Sowohl Jill de Ridder (* 1992) als auch Julia de Ridder (* 1996) nahmen als Dressurreiterinnen an den Europameisterschaften der Junioren bzw. Jungen Reiter teil. Er betreibt gemeinsam mit seiner Frau den Hof Roßheide bei Aachen.